# III Brigada de Monte
La III Brigada de Monte (Br Mte III) es una gran unidad de combate del Ejército Argentino con asiento de paz en la guarnición militar de Resistencia y con dependencia orgánica de la 1.ª División de Ejército.
La III Brigada de Infantería fue una de las grandes unidades desplegadas en las Islas Malvinas durante el Conflicto del Atlántico Sur de 1982. La brigada estuvo en operaciones con el RI 4, RI 5, la Compañía de Ingenieros 3, el Grupo de Artillería Aerotransportado 4 (agregado) y helicópteros del Batallón de Aviación de Combate 601.

## Historia

### Guerra de las Malvinas

#### Movimiento inicial y cambios de planes
La III Brigada de Infantería bajo el comando del general de brigada Omar Parada sirvió en las islas Malvinas. Al principio, el II Cuerpo de Ejército la envió al V Cuerpo del general Osvaldo García, quien le impuso la tarea de defender el litoral marítimo desde Trelew hasta Puerto Deseado. El 6 de abril de 1982 la Brigada comenzó a movilizarse excepto el Escuadrón de Exploración de Caballería Blindado 3, la Compañía de Comunicaciones 3 y el Batallón Logístico 3, que quedaron en sus asientos de paz. El Grupo de Artillería 3 fue asignado a la X Brigada en reemplazo del Grupo de Artillería Mecanizado 1. También, inicialmente, el Regimiento de Infantería Mecanizado 4 se fue a la XI Brigada.
El 19 de abril, el general Parada recibió la misión de defender Río Turbio. Para ello se tenía planeado asignarle el Regimiento de Infantería Mecanizado 35, el Escuadrón de Exploración de Caballería 11 y el Grupo de Artillería 11, que se encontraban en la guarnición de Rospentek. Tres días después, el comandante en jefe del Ejército Leopoldo Fortunato Galtieri resolvió enviar la III Brigada al archipiélago de Malvinas. Como resultado, se le reasignaron las unidades RI 4 y RI 5, además de la Compañía de Ingenieros 3; incorporó al Grupo de Artillería Aerotransportado 4 y helicópteros del Batallón de Aviación de Combate 601. Los efectivos fueron trasladados por aviones desde la Guarnición Aérea Comodoro Rivadavia. La brigada correntina arribó al archipiélago el 25 de abril y fue designada Agrupación Litoral, recibiendo la misión de apoyar la defensa de la capital isleña y mantener tropas en la isla Gran Malvina. La defensa de esta isla fue asignada al RI 8 —teniente coronel Ernesto Repossi— al RI 5 —coronel Juan Magabraña—, que desplegaron en Bahía Fox y Puerto Mitre, respectivamente.
El Regimiento de Infantería 12 —teniente coronel Ítalo Piaggi— se posicionó en Pradera del Ganso.
El transporte de los pertrechos de mayor peso, a cargo del transporte Córdoba sito en Puerto Deseado, no pudo ser cumplido por la presencia de los submarinos británicos. Se descargó la dotación para el envío aéreo, condicionado por las limitaciones de los aviones. Finalmente, la brigada correntina nunca recibió el material requerido para el combate.
El general de brigada Parada permaneció en Puerto Argentino durante todo el conflicto.
Los Regimiento de Infantería 5 y 8 quedaron aislados cuando la fuerza británica controló el estrecho de San Carlos.

### Posguerra
En la década de 1990, la III Brigada de Infantería pasó a denominarse «III Brigada Motorizada-Escuela» con el traslado de la Escuela de las Armas al cuartel de Curuzú Cuatiá, realizado tras la disolución del Instituto de Perfeccionamiento del Ejército.

### Reactivación en 2013
El 17 de septiembre de 2013, el Ejército Argentino reactivó la III Brigada de Monte en Resistencia, con el fin de reforzar a la XII Brigada de Monte. Ambas proveen apoyo a las Fuerzas de Seguridad en las fronteras del norte de la Argentina.
En 2018, inició el Operativo Integración Norte, por disposición del presidente Mauricio Macri.
El 31 de diciembre de 2018, fue desactivada la Compañía de Cazadores de Monte 19 de Formosa.

#### Pandemia de coronavirus de 2019-2020
En 2020, ante la pandemia de enfermedad por coronavirus de 2020 en Argentina, el Ejército Argentino creó 14 mandos para coordinar la ayuda humanitaria. El Comando de la III Brigada de Monte asumió el Comando de la Zona de Emergencia Chaco (CZECHA). El jefe de este comando es el comandante de la brigada, coronel Julio César Berden. El puesto de dicho comando se encuentra en la Dirección Provincial de Defensa Civil.

## Organización
- Comando de la III Brigada de Monte (Cdo Br Mte III). Guar Ej Resistencia (CH).[20][21]
  - Regimiento de Infantería de Monte 4 «Coronel Manuel Fraga» (RI Mec 4). Guar Ej Monte Caseros (CR).[nota 1]
  - Regimiento de Infantería de Monte 28 «Generala Juana Azurduy de Padilla» (RI Mte 28). Guar Ej Tartagal (SA).
  - Regimiento de Infantería de Monte 29 «Coronel Ignacio José Javier Warnes» (RI Mte 29). Guar Ej Formosa (FO)).
  - Compañía de Cazadores de Monte 17 (Ca Caz Mte 17). Guar Ej Tartagal (SA).
  - Grupo de Artillería de Monte 12 (GA Mte 12). Guar Ej Mercedes (CR).
  - Compañía de Ingenieros de Monte 3 (Ca Ing Mte 3). Guar Ej Resistencia (CH) y Cu Ej Corrientes (CR).[22][nota 2] Es la UMRE III.
  - Compañía de Comunicaciones de Monte 3 (Ca Com Mte 3). Guar Ej Resistencia (CH).
  - Sección de Aviación de Ejército de Monte 3 (Sec Av Ej Mte 3). Guar Ej Resistencia (Aeropuerto Int. de Resistencia,  CH).
  - Sección de Inteligencia de Monte 3 (Sec Icia Mte 3). Guar Ej Resistencia (CH).
  - Sección de Inteligencia de Monte «Formosa» (Sec Icia Mte Formosa). Guar Ej Formosa (FO).
  - Sección de Inteligencia de Monte «Tartagal» (Sec Icia Mte Tartagal). Guar Ej Tartagal (SA).
  - Base de Apoyo Logístico «Curuzú Cuatiá» (BAL Curuzú Cuatiá). Guar Ej Curuzú Cuatiá (CR).
  - Base de Apoyo Logístico «Resistencia» (BAL Resistencia). Guar Ej Resistencia (CH).